# Nicole Ramalalanirina
Nicole Ramalalanirina (Antananarivo, Madagascar, 5 de marzo de 1972) es una atleta francesa retirada especializada en la prueba de 60 m vallas, en la que consiguió ser medallista de bronce mundial en pista cubierta en 2001.

## Carrera deportiva
En el Campeonato Mundial de Atletismo en Pista Cubierta de 2001 ganó la medalla de bronce en los 60 m vallas, llegando a meta en un tiempo de 7.96 segundos, tras la estadounidense Anjanette Kirkland (oro con 7.85 segundos) y la jamaicana Michelle Freeman (plata con 7.92 segundos).